# ダニエル・ペレズ
ダニエル・ペレズ（Daniel Perez、1997年4月22日 - ）は、ジャパンラグビーリーグワン埼玉パナソニックワイルドナイツに所属するラグビー選手。

## プロフィール
- トンガ出身[1]。
- ポジションはプロップ(PR)。
- 身長 185 cm、体重 108 kg

## 略歴
2018年、St.ペーターズカレッジ 卒業後、白鷗大学に入る。
2022年、白鷗大学卒業後、埼玉パナソニックワイルドナイツに加入。
2022年5月1日に行われたJAPAN RUGBY LEAGUE ONE第15節グリーンロケッツ東葛戦にて途中出場で日本での公式戦に初出場した。